# エリエールプロダクト
エリエールプロダクト株式会社（Elleair Product Corp.）は、ベビー用紙おむつ・大人用紙おむつ・生理用品・ウエットティシュー・マスク等の製造をしている紙加工会社。大王製紙グループ。

## 事業所
- 愛媛工場（本社）：愛媛県四国中央市寒川町4765-11
- 愛媛工場（三島）：愛媛県四国中央市三島紙屋町5-1 大王製紙三島工場内
- 静岡工場（富士北山）：静岡県富士宮市北山4242-5
- 静岡工場（富士）：静岡県富士市厚原151-2
- 栃木工場 ：栃木県さくら市鷲宿4776-4
- 福島工場：福島県いわき市南台4丁目3-1

## 沿革
- 1980年 初代ベビー用紙おむつ「ウォーキーウォーキー」にて市場参入
- 1982年 2代目紙おむつ「ウォーキーシエステ」発売
- 1985年 愛媛 寒川工場新設
- 1986年 「エリエールシエステ」発売
- 1987年 品質競争の中、3代目紙おむつ「エリエールフレンド」発売
- 1995年 大人用紙おむつテープタイプ・対人用ウェットティシュー生産開始
- 2000年 サニタリーナプキン生産開始
- 2002年 4代目紙おむつ「GOO.N」発売
- 2004年 対物用ウェットティシュー生産開始
- 2007年 愛媛 第二工場稼働 / 大人用紙おむつ「アテント」発売
- 2008年 静岡 富士北山工場新設
- 2009年 全面的に機能を向上させて、「GOO.N」リニューアル発売
- 2010年 愛媛 第三工場稼働
- 2013年 エリエールプロダクト株式会社と社名変更
- 2015年 愛媛工場（三島）、福島工場 稼働
- 2017年 エリエールペーパー株式会社（紙製品事業）が分社化

## 関係会社
- 大王製紙株式会社

## 参考・外部リンク
- エリエールプロダクト株式会社